# Francisco Buyo
Francisco 'Paco' Buyo Sánchez (n. 13 ianuarie 1958, Betanzos⁠(d), Galicia, Spania) este un fotbalist spaniol liber de contract, care joacă pe post de portar. Pe plan internațional, are prezențe la națională pentru Spania U-20⁠(d), Spania U-21, Spania U23⁠(d), Spania⁠(d), Spania și Spania U-21.
Cunoscut mai mult pentru evoluția la FC Sevilla și Real Madrid, el a jucat în 542 de meciuri în La Liga, fiind al treilea jucător după numărul de apariții la momentul retragerii. Pentru Real Madrid a jucat în peste 300 de meciuri și a câștigat 12 trofee majore.
La echipa națională de fotbal a Spaniei Buyo a jucat pe durata a două decenii, reprezentând țara la 2 Campionate Europene de fotbal.

## Palmares

### Club
Real Madrid
- La Liga: 1986–87, 1987–88, 1988–89, 1989–90, 1994–95, 1996–97
- Copa del Rey: 1988–89, 1992–93
- Supercopa de España: 1988, 1989, 1990, 1993
- Copa Iberoamericana: 1994

### Țară
- Campionatul European de Fotbal: Finalist 1984

### Individual
- Trofeul Ricardo Zamora: 1987–88, 1991–92